# Джхал-Магси
Джхал-Магси или Джхал (урду ناصر آباد‎) — небольшой город на юге Пакистана, в провинции Белуджистан. Административный центр одноимённого округа.

## География
Город находится в восточной части Белуджистана, на западной оконечности Индо-Гангской равнины, на высоте 54 метров над уровнем моря.
Джхал-Магси расположен на расстоянии приблизительно 210 километров к юго-юго-востоку (SSE) от Кветты, административного центра провинции и на расстоянии 797 километров к юго-западу от Исламабада, столицы страны. Ближайший гражданский аэропорт находится в городе Хуздар.